# Malcolm Barber
Pour les articles homonymes, voir Barber.
Malcolm Barber, né le 4 mars 1943, est un historien britannique. Enseignant à l'université de Reading jusqu'à sa retraite en 2004, il est un des meilleurs connaisseurs de l'Ordre du Temple. On lui doit deux livres sur le sujet, Le procès des Templiers (1978) et Une nouvelle chevalerie : Histoire de l'ordre du Temple (1994).  Il a été rédacteur du Journal d'Histoire Médiévale (The Journal of Medieval History) et a écrit de nombreux articles sur les Templiers, les Cathares, différents éléments des croisades, et sur le règne de Philippe IV de France.

## Positions
- Directeur du Graduate Centre for Medieval Studies de l'université de Reading, 1986-1989
- British Academy Research Readership, 1989-91
- Leverhulme Research Fellowship, 1997-8
- Senior Fellowship, National Humanities Center, North Carolina, 1998-9
- Rédacteur, The Military Orders. Fighting for the Faith and Caring for the Sick, 1994
- Rédacteur en chef, A History of Medieval Europe, Routledge
- Rédacteur, The Journal of Medieval History.

## Ouvrages
- The Trial of the Templars (Cambridge, 1978) traduit en français ("le procès des Templiers" aux Presses universitaires de Rennes, 2002)
- The Two Cities. Medieval Europe 1050-1320 ("Les deux villes. L'Europe médiévale 1050-1320") (London, 1992)
- The New Knighthood. A History of the Order of the Temple (La Nouvelle Chevalerie. Une histoire de l'Ordre du Temple")(Cambridge, 1994)
- Crusaders and Heretics, Twelfth to Fourteenth Centuries. Collected Studies ("Les Croisés et les Hérétiques, du Douzième au Quatorzième siècle. Travaux collectifs") (Aldershot, 1995)
- The Cathars. Dualist Heretics in Languedoc in the High Middle Ages ("Les Cathares. Des Hérétiques dualistes dans le Languedoc dans le Haut Moyen Âge")(Londres, 2000)
- (en) Victor Mallia-Milanes (Directeur) et Malcolm Barber (contributeur), The Military Orders : History and Heritage, vol. 3, Aldershot, Ashgate Publishing, 2008, 306 p. (ISBN 978-0-7546-6290-7, lire en ligne)